# 1437 az irodalomban
Az 1437. év az irodalomban.

## Születések
- május 2. – Filippo Buonaccorsi Lengyelországban alkotó olasz humanista költő, történetíró († 1496)

## Halálozások
- február 21. – I. Jakab skót király Skócia királya, költő (* 1394)